# Léandre Desmaisières
Léandre Antoine Joseph Desmaisières (né à Derendorf en Allemagne le 9 septembre 1794, mort à Bruxelles le 27 mai 1864) est un homme politique belge d'opinion catholique.

## Biographie

### Famille et enfance
Né pendant l’émigration, à Derendorf (un quartier de Düsseldorf), Léandre Desmaisières appartient à une ancienne famille du Hainaut, dont plusieurs membres ont été grands prévots de Tournai ; un de ses aïeux, Jean Desmaisières, seigneur du Vassal, fut député aux États généraux tenus à Bruxelles en 1633.
Léandre Desmaisières ayant, dès son enfance, perdu son père, lieutenant-colonel dans les Gardes wallonnes au service de l’Espagne, il fit ses études d’abord au collège d’Ypres, puis au lycée de Bruges, et fut enfin admis, après de brillants examens, à l’École polytechnique.

### Carrière militaire
Le 31 mars 1814, à la bataille qui fut livrée devant Paris, les élèves de l’École polytechnique se défendirent héroïquement. Le jeune Desmaisières prit part avec ses camarades à ce combat.
Quand la séparation de la Belgique et de la France fut prononcée, Léandre Desmaisières entra dans l’armée des Pays-Bas, comme deuxième lieutenant du génie.
Nommé premier lieutenant, le 19 août 1817, il obtint, en 1824, sa démission honorable, et rentra dans la vie privée.
La révolution de 1830 le trouva marié et établi à Gand où il fut incorporé dans la garde civique. Ses antécédents militaires, l’estime publique dont il jouissait le firent élire successivement capitaine, major, et, enfin, le 13 juin 1831, colonel de la deuxième légion de ladite garde, qu’il commanda en chef pendant les fréquentes absences du baron Charles Coppens, retenu à Bruxelles pour son mandat de député du Congrès national.

### Carrière politique

#### Action parlementaire
Les services que rendit Léandre Desmaisières dans cette position et dans des circonstances difficiles, accrurent beaucoup sa considération et sa popularité à Gand. Le 6 novembre 1832, il y fut élu membre de la Chambre des représentants. Il conservera ce siège jusqu'en 1847.
Dans cette assemblée appelée à pratiquer les principes de la liberté constitutionnelle votée par le Congrès, Léandre Desmaisières fut, pendant plusieurs années consécutives, chargé du rapport sur le budget de la guerre, notamment celui de l'année 1838.
Il intervint dans la discussion des lois sur l’établissement d’une école militaire, sur la position et l’avancement des officiers et les pensions militaires. Il proposa également des solutions à diverses questions relatives à l'industrie et aux finances.
Il figure en tête des vingt-trois signataires de la proposition qui avait pour objet d’établir un tarif protecteur en faveur de l’industrie cotonnière.
En 1837, le député de Gand est choisi pour rapporteur de la commission chargée de rechercher les vices de la législation sur les sucres ; les conclusions de son rapport sont adoptées après une vive discussion.
Vers la même époque, il prit une grande part à la discussion du tarif sur le bétail, et dans celle de la loi générale sur le transit.
Le député de Gand fut le rapporteur de la section centrale pour le projet de loi qui a augmenté le droit d’entrée des toiles étrangères (loi de 1834), lequel avait été un simple droit de balance d’un pour cent d’après le tarif néerlandais. Son travail, embrassant toutes les questions relatives à l’industrie des lins, et indiquant les moyens, pratiqués par la suite, pour atténuer les effets de la crise linière qu’on pouvait déjà pressentir à l’aspect de l’introduction du nouveau travail mécanique, fut adopté par la Chambre, malgré l’opposition des ministres.
L’adoption de la loi prépara la conclusion d’un accord commercial avec la France. Cette mesure vint en aide aux tisserands et aux fileuses des Flandres. Aussi vit-on l’exportation de leurs produits qui, en 1833, n’atteignait qu’une valeur de 8 millions de francs belges, s’élever, en 1838, au double de cette valeur.
Ce fut aussi en 1838 que se fonda, sous la présidence de Léandre Desmaisières, l’Association pour le progrès de l’industrie linière, qui rendit de grands services à la classe des travailleurs pendant les crises occasionnées par la transformation de l’industrie. De cette association naquirent tous ces comités, ces ateliers d’apprentissages, ces écoles manufacturières.
En 1839, le député fut nommé commissaire du gouvernement auprès de la Banque de Belgique pour le prêt de quatre millions de francs belges. Les actionnaires français voulurent demander la dissolution et la liquidation de la société. Léandre Desmaisières contribua beaucoup à faire changer cette résolution. En retour, les actionnaires proposèrent spontanément au roi sa nomination aux fonctions d’administrateur de la banque.
Convaincu que l’accord des grandes puissances mettait le pays dans la dure nécessité d’accepter le traité des XXIV articles, il vota en sa faveur moyennant des réserves qui furent consenties en partie par la conférence, notamment en ce qui concerne les délimitations du Luxembourg, le jaugeage des tonneaux suivant la fixation des droits à percevoir sur l’Escaut et sur le canal de Terneuzen.
Les ministres étaient alors Barthélémy de Theux, Jean-Pierre Willmar, Jean-Baptiste Nothomb.

#### Action ministérielle
Le 5 avril 1839, Léandre Desmaisières fut nommé ministre des Finances et fit partie, en cette qualité, du troisième ministère du roi, dans le cabinet de Muelenaere–de Theux.
L’exécution, sous le rapport financier, du traité de paix qui venait d’être ratifié solennellement, exigeait de la prudence et de la fermeté. Léandre Desmaisières réussit à poser des bases avantageuses au pays.
Le 18 avril 1840, il quitta les affaires avec tous ses collègues ; le troisième ministère du roi fut remplacé par un nouveau cabinet Lebeau-Rogier.
Cette même année, la Chambre institua une commission d'enquête parlementaire industrielle et commerciale. Léandre Desmaisières en eut la présidence.
Le 13 avril 1841, il entra au ministère des Travaux publics dans la combinaison mixte conseillée au roi par Jean-Baptiste Nothomb, pour rétablir l’harmonie entre les pouvoirs parlementaires.
Le 18 avril 1843, une réorganisation complète du cabinet devenait indispensable par suite des retraites successives de plusieurs membres, et de l'entente qui cessait d’exister entre les ministres restés à leur poste.
Léandre Desmaisières se retira.
Outre le ministère des Travaux publics dans lequel il prouva sa haute capacité administrative, il avait géré ad interim, depuis le 5 avril, le ministère de la Guerre dont s’était démis le général de Liem, mécontent de la réduction de son budget.
Comme ministre des Finances, il présenta à la législature et fit adopter un projet de loi sur la répression de la fraude. Les mesures financières qu’il prit et le retour de la prospérité de la Banque de Belgique, auquel il contribua puissamment, eurent pour résultat de relever le crédit national, à ce point que le trois pour cent belge monta à plus de 77, taux qu’il n’avait jamais atteint.
Comme ministre des Travaux publics, il donna une très grande impulsion à l’achèvement du chemin de fer de l’État, dont il put inaugurer plusieurs sections importantes. Malgré la vive opposition qui les accueillit, ses tarifs du 22 mars 1842 ont, après dix ans d’expérience, été maintenus et confirmés par la Chambre des représentants et le Sénat, comme étant les plus propres à accroître en même temps les recettes de l’administration et le mouvement des marchandises et des voyageurs.
Il demanda et obtint de la législature les premiers fonds nécessaires au creusement du canal de la Campine, qui, joignant l’Escaut à la Meuse, sert aussi à l’irrigation et à la fertilisation d’une partie considérable du territoire belge.
C’est à lui que l’on doit l’adoption du projet de loi décrétant le canal de Zelzate, projet dont le vote était arrêté au Sénat par suite des difficultés relatives à l’organisation du concours des propriétaires intéressés. Léandre Desmaisières leva ces difficultés, et rendit ainsi un grand service aux localités dont le canal de Zelzate a pour objet d’assurer l’écoulement des eaux et l’assainissement.
Il proposa au roi et contresigna l’arrêté royal du 8 novembre 1841, instituant la publication des Annales des Travaux publics, utile recueil destiné à réunir les documents intéressant les travaux publics du royaume, qui se rattachent, soit aux sciences exactes, soit aux perfectionnement de l’industrie.
Les inondations intempestives du bassin de l’Escaut et de la Lys causaient tous les ans des pertes immenses à l’agriculture des Flandres et du Hainaut et à plusieurs branches importantes de l'industrie de ces provinces. Léandre Desmaisières institua, comme ministre des Travaux publics, une commission chargée de rechercher les moyens d’obvier à ces inondations. Devenu ensuite gouverneur de la Flandre-Orientale, il devint aussi président et plus tard rapporteur de cette commission. Le rapport qu’il présenta au gouvernement conclut au creusement du canal de Schipdonk, lequel a, en conséquence, été décidé et sera bientôt terminé.

#### Fin de carrière
Le 12 mai 1843, la confiance du roi appelle Léandre Desmaisières au poste de gouverneur de la Flandre-Orientale.
Léandre Desmaisières était partisan de l'unionisme. Tous les gouvernements dont il fut membre étaient composés à la fois de libéraux et de catholiques.
Aux élections de juin 1847, Léandre Desmaisières ne vit pas renouveler son mandat de représentant pour l’arrondissement de Gand, sur 2 332 votants, il obtint 1 067 voix, et le nombre de suffrages qu’il recueilli ne fut atteint par aucun des candidats catholiques du même arrondissement.
Le ministère du 13 août 1847, donna un successeur à Léandre Desmaisières, dans son poste de gouverneur de la Flandre orientale.
Il rentra alors dans la vie privée, et fut rappelé à la Chambre, en juin 1852 par les électeurs de l’arrondissement d'Eeklo. Il siégea dans cette assemblée jusqu'en 1861.
Il fut également membre du conseil supérieur de l'École centrale du commerce et de l'industrie.
Il est inhumé au Cimetière de Laeken.

## Distinctions
Léandre Desmaisières a reçu les distinctions suivantes :
- Commandeur de l'ordre de Léopold ;
- Grand officier de la Légion d'honneur ;
- Grand-croix de l'ordre de Charles III.

## Source
- Eugène Bochart, Biographie des membres des deux chambres législatives, session 1857-1858, Bruxelles, M. Périchon, 1858.